# Jutta-Regina Ammer
Jutta-Regina Ammer, geborene Lau (* 24. Januar 1931 in Guben; † 25. September 2019 in München) war eine deutsche Fotografin und Malerin. Als Film-Assistentin unterstützte sie den Kameramann Albert Ammer bei Filmaufnahmen beim Volks-Aufstand vom 17. Juni 1953 in Halle (Saale). Jutta-Regina Lau betrieb von 1953 bis 1959 ihr eigenes Fotografie Atelier, die Bildwerkstätte Lau, in Halle (Saale). Aufgrund steigender politischer Einschränkungen der DDR auf Kunstfreiheit und Selbstständigkeit flüchtete Lau 1959 aus der DDR nach München. In den 1960er Jahren arbeitete Jutta-Regina Ammer als Fotografin für das Deutsche Museum München. Ab Mitte der 1990er widmete sich Ammer verstärkt der Aquarellmalerei. Ab dem Jahr 2000 setzte sich Ammer aktiv für die Aufarbeitung der Ereignisse des Volksaufstands vom 17. Juni 1953 in Halle (Saale) ein. Es entstanden mehrere Ausstellungen zu diesem Thema mit den von ihrem Mann, Albert Ammer, und ihr gedrehten Aufnahmen. Bis ins hohe Alter blieb Jutta-Regina Ammer als Fotografin und Malerin tätig. Seit der Gründung 2013 unterstützte Ammer den gemeinnützigen Verein MBEM e. V. (Münchens Bier Erlebnis & Museum e. V.).

## Leben

### Familie
Jutta-Regina Lau wurde als Tochter von Margarete Charlotte, geborene Kirchner (1907–1988) und Alfred Lau (1900–1970) geboren. 1945, im Alter von 14 Jahren, musste Lau wie viele Familien mit ihrer Mutter und Großmutter aus Guben nach Halle (Saale) fliehen. Ihren späteren Ehemann lernte sie Mitte der 1950er Jahre bei Dreharbeiten in Halle (Saale) kennen. Nach der erneuten Flucht 1958 nach München heiratete sie 1959 den ebenfalls aus der DDR geflüchteten Albert Ammer. Ihre Söhne Andreas Ammer und Alexander K. Ammer wurden 1960 und 1968 in München geboren.
Ammer verstarb 2019 in München und ist gemeinsam mit ihrem Mann auf dem Waldfriedhof (München) beigesetzt.

### Ausbildung
Lau erhielt 1953 den Meisterbrief für Fotografie von der Handwerkskammer Sachsen-Anhalt. Ihre Ausbildung zur Fotografen-Meisterin absolvierte sie im Photographie Atelier von Willy Gursky, dem Vater des Fotografen Andreas Gursky in Halle (Saale). 1952 und 1953 arbeitete Lau als Filmassistentin des Kameramanns Albert Ammer bei der DEFA in Halle (Saale). Sie wirkte dabei z. B. an dem Dokumentarfilm Brigade Anton Trinks mit.

### Fotografie

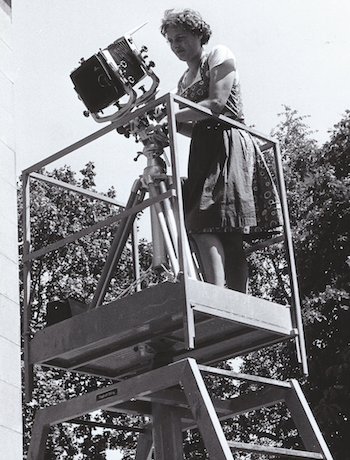
Jutta-Regina Ammer mit Plattenkamera, 1965

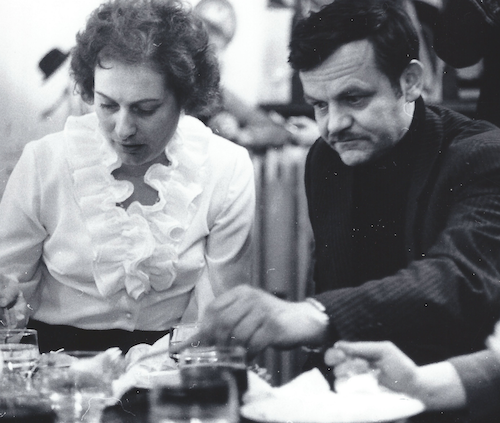
Jutta-Regina Ammer mit Alfred Hrdlicka, 1971

In ihrer eigenen Bildwerkstätte Lau, die sie 1953 in Halle (Saale) eröffnete, erstellte sie professionelle Fotografien für Alltag, Bildjournalismus, Industrie und Architektur. Ihr fotografisches Schaffen dokumentierte das Leben in der DDR, vom Großstadtleben, der Kunst bis in die Industriebezirke und -betriebe. Lau veröffentlichte in den 1950er Jahren ihre Aufnahmen in verschiedenen Fotografie Fachmagazinen und gewann Fotografie Preise die von VEBs der DDR-Fotoindustrie ausgeschrieben wurden. 1959 ließ Lau das eigene Foto-Atelier in Halle (Saale) zurück und flüchtete mit ihrer Mutter in den Westen. Die Arbeitsbedingungen für Selbstständige in der DDR waren zu dieser Zeit immer mehr Repressalien unterworfen. Die Behörden hatten angekündigt ihre Bildwerkstätte in die kommunistische Genossenschaft zu übereignen. Um dieser quasi Enteignung zu entgehen, fasste Lau den schweren Entschluss der erneuten Flucht, diesmal aus der DDR. Ab Ende 1958 arbeitete sie als freischaffende Fotografin in Leverkusen und erzielte auch in Westdeutschland erste Bildveröffentlichungen. Ihr weiterer Weg führte sie erneut in Kontakt zum bereits früher aus der DDR geflüchteten Albert Ammer und nach München. Dort arbeitete sie von 1960 bis 1968 für die Bildstelle des Deutschen Museum in München. In den späteren Jahrzehnten folgten weitere Veröffentlichungen ihrer Fotografien. Gemeinsam mit ihrem Ehemann fotografierte sie in den 1970er Jahren Kunst-Veranstaltungen und Vernissagen des Galeristen Richard P. Hartmann in München. Es entstanden Fotografien zeitgenössischer Künstler.
Ammer führte zahlreiche, internationale Fotoreisen durch. Sie präsentierte ihre Fotografien über Griechenland und Hong Kong dem Münchner Publikum. New York und Los Angeles hielt Ammer „in bestechenden Bildern fest“. Ende der 1990er fokussierte sie auf die Makrofotografie von Pflanzen und Tieren. Mit ihren Makro-Aufnahmen gestaltete sie 1998 weitere Fotoausstellungen z. B. im Botanischen Garten Braunschweig.
Im Jahr 2000 wurde Ammer für das Museum für Angewandte Kunst zur Stadtfotografin in Gera. Für diese Aufgabe dokumentierte sie mehrere Monate lang in der Stadt mit dem Fotoapparat Menschen, Arbeitsleben, Kultur und Architektur. 2001 folgte ihre Werkschau im Museum für Angewandte Kunst, Gera. „Mit handwerklichem Können (…), Anteilnahme, Verständnis und heiterer Gelassenheit“ blickte Jutta-Regina in dieser Ausstellung fotografisch auf das Leben (Neue Thüringer Zeitung).
Ammer pflegte das mehr als 50 Jahre umfassende Fotoarchiv ihres Mannes Albert Ammer. Sie initiierte die erste umfassende Werksschau seiner Fotografien in Gera. 2002 eröffnete die Ausstellung „Albert Ammer – Ein Fotograf wird entdeckt“ im Museum für Angewandte Kunst.

### Lehre der Fotografie
Von 1983 bis 1989 lehrte Ammer Kurse für gestaltende Fotografie an der Volkshochschule München. Schwerpunkt ihrer Fotografie Lehrtätigkeit bildete „das Sehen zu lernen“ und die Gesetze des Bildaufbaus aus der Malerei praktisch zu vermitteln. Die erarbeiteten Fotografien aus den Lehrgängen wurden in Ausstellungen präsentiert. Diese Ausstellungen mit Fotos der Kursteilnehmer bildeten ein Novum an der VHS-München.
Bereits in den 1980er Jahren formulierte Ammer die Herausforderungen der modernen Fotografie, die gerade im neuen Jahrtausend noch größere Gültigkeit besitzen: 

„In der heutigen Zeit ist es schwer einen Fotokurs abzuhalten. Eine Zeit die geprägt ist von den Arbeiten der jungen Wilden und vielen skurrilen Dingen in der Kunst. Wir werden überschwemmt mit Bildergeschichten, Comics und Foto-Romanen. Alles und jedes ist schon fotografiert. Ein visuelles Zeitalter hat begonnen. So ist man als Fotograf fast frustriert. Es gibt so viele fantastische Aufnahmen, dass wir sie kaum noch wahrnehmen. Um bessere Effekte zu erzielen oder die Menschen zum Ansehen ihrer Bilder zu animieren, fangen Fotografen wieder da an, wo die Fotografie begonnen hat, nämlich mit der Lochkamera zu fotografieren.“

Ammer betont die Bedeutung der Fotografie als Erinnerungsmittel:

„Fotografien sind tatsächlich eingefangene Erfahrung. Die Kamera ist ein ausgezeichnetes Hilfsmittel, wenn sich unser Bewusstsein etwas aneignen will. Fotos liefern Beweismaterial. Jedem Zücken der Kamera wohnt Aggressivität inne. Es ist ein Abwehrmittel gegen Ängste und ein Instrument der Macht. Nach Ablauf der Ereignisse wird noch immer das Bild existieren und ihnen eine Art Unsterblichkeit verleihen.“

Ammers Selbstverständnis der Fotografie verbindet Handwerk und Kunst: 

„Fotografieren ist ein Handwerk mit künstlerischem Einschlag. Es ist eine Kunst die jeder ausüben kann. Doch wie jede andere Kunst erfordert die Fotografie ein gewisses Können. Es bedarf eine Fertigkeit der Handhabung, ein Lernen und ein Können. Das Ziel lautet Lichtbildner.“

### 17. Juni 1953 Halle (Saale)
Beim Volks-Aufstand vom 17. Juni 1953 assistierte Jutta-Regina Lau dem Kameramann Albert Ammer bei den Dreharbeiten. Lau unterstützte den Kameramann Ammer, wie dieser mit seiner eigenen 35-mm-Filmkamera die demonstrierenden Menschen filmte. Sie dokumentierten auf schwarz-weißem Filmmaterial, die Belagerung des Gefängnisses Roter Ochse, die Demonstrationszüge mit zehntausenden friedlichen Teilnehmern auf dem Haller Marktplatz und die erfolgreiche Befreiung aller Gefangenen aus der Haftanstalt in der kleinen Steinstraße. Lau und Ammer wurden während ihrer Filmarbeiten auf dem Marktplatz von einem Anhänger des DDR-Regimes fotografiert. Jutta Lau wurde wegen dieser Tätigkeit im Juni 1953 von der Staatssicherheit der DDR verhört. Die schützende Aussage von Albert Ammer bewahrte sie vor einer Bestrafung durch die DDR-Justiz. Albert Ammer wurde für die Filmaufnahmen in einem Schauprozess unrechtmäßig zu drei Jahren Gefängnis in der DDR verurteilt. Jutta Ammer verlor wegen ihrer Filmassistenz bei den Dreharbeiten am 17. Juni 1953 ihre Stellung bei der DEFA. Nach der Wende arbeitete sie mit dem Verein Zeitgeschichte(n) e. V. in Halle (Saale) und dem Filmhistoriker Günter Agde für die Rekonstruktion der Ereignisse beim Volksaufstand vom 17. Juni 1953 in Halle (Saale). Basis bildeten die im Jahre 2000 in einer Stasi-Akte wiedergefundenen Filmaufnahmen von Albert Ammer. Jutta-Regina Ammer engagierte sich für die Ausstellung und Präsentation der Aufnahmen von Albert Ammer vom 17. Juni 1953. 2003 wirkte sie als Zeitzeugin im Dokumentarfilm „der 17. Juni in Halle - ein Tag der Zivilcourage“ mit. 2003 wurde Ammer zu der Feierstunde zum 17. Juni 1953 vom Deutschen Bundesrat eingeladen. 2013 folgte sie der Einladung des Ministerpräsidenten des Landes Sachsen-Anhalt zur Teilnahme an der Feierstunde des Landtages Sachsen-Anhalt zum 17. Juni 1953. Ammer leistete 2012 und 2013 einen Beitrag zu der Wanderausstellung die „Die DDR: Zwischen Repression und Widerspruch“. Diese Ausstellung wurde erneut in den Jahren 2020 und 2022 in Ostdeutschland präsentiert.
2023 wurde Jutta-Regina Ammers Arbeit als Filmassistentin für die Aufnahmen vom 17. Juni 1953 in Halle (Saale) in der ARD-History Folge "Aufstand der Frauen" umfangreich präsentiert.

### Malerei
Ammer entstammte auf mütterlicher Seite einer der Malerei zugeneigten Familie. Ihre produktive Malzeit begann mit ihrer Pensionierung. Ab Mitte der 1990er widmete sich Ammer stark der Aquarellmalerei. Ihre Motive waren überwiegend farbenfrohe und ausdrucksstarke Stillleben und Landschaften. Ammer unternahm mehrere Malreisen. In verschiedenen Ausstellungen in Deutschland präsentierte und verkaufte Ammer ihre Werke. Im Botanischen Garten Braunschweig stellte Ammer 1998 ihre Werkschau „Natur pur“ aus. Dort kombinierte sie Fotografie und Aquarelle in einer gemeinsamen Ausstellung.

## Kritik

Jutta-Regina Ammer, Selbstporträt mit Leica auf der Sorge in Gera, 2000

In der Pressemitteilung zur Fotoausstellung „Stadtfotografin Jutta-Regina Ammer“ in Gera urteilte der Leiter des Museums für Angewandte Kunst Hans-Peter Jakobson: „Überzeugt wurden wir von ihren Fotos aus New York (...). Die Gera-Bilder der Jutta-Regina Ammer entsprechen in ganz besonderer Weise den Vorstellungen eines breiten Publikums von einer Stadtfotografin. Sie richtete die Kamera auf Motive aus dem Alltag unserer Stadt, die nun durch ihre ganz persönliche Sichtweise aus künstlerischer Distanz und Liebe zum Detail, für den Betrachter – auch den Gera vertrauten – neue Eindrücke und Seherlebnisse vermitteln, fügt sich doch Vertrautes und Ungewohntes zu spannungs- und damit reizvoller Einheit. Dies gilt für die Architekturfotos der Jutta-Regina Ammer ebenso wie für jene Aufnahmen, in denen Menschen den Bildraum beherrschen. Immer fordern sie unsere Phantasie und Vorstellungskraft heraus. Die Grundlage ihrer fotografischen Arbeit bildet das souveräne handwerkliche Können der Fotomeisterin ebenso, wie die große Lebenserfahrung einer Frau im Herbst ihres Lebens.“

## Rezeption
Der biografische Roman „Alberts Bilder bleiben“ über das Leben und Wirken des Kameramanns Albert Ammer widmet sich auch der Rolle von Jutta-Regina Lau in den Jahren 1952 und 1953. Laus Arbeit als Filmassistentin am 17. Juni 1953 in Halle (S.) wird dargestellt. Der Roman erzählt u. a. die Zeit des ersten Kontakts zwischen Albert Ammer und Jutta-Regina Lau und Laus Lehrzeit als Fotografin und Filmassistentin. In dem Roman sind Fotografien von Jutta-Regina Lau enthalten. Romanautor ist der Sohn Alexander K. Ammer.
Im Juni 2023 wird im Rahmen der ARD-Sendereihe „History“ eine Dokumentation zum 17. Juni 1953 gesendet. Die Rolle der Frauen im Aufstand von 1953 und die Arbeit als Filmassistentin von Jutta-Regina Ammer bilden Themen des Films von Sabine Michel. In der Dokumentation spricht der Autor und Sohn Alexander K. Ammer über Jutta-Regina Lau und die von ihr mit gefilmten Aufnahmen. In der ARD-Doku werden auch historische Fotografien von Jutta-Regina Lau präsentiert.
In dem Podcast "Die Bilder aus Halle" zum 70. Jubiläum des 17. Juni 1953 widmen sich die MDR Journalisten Pierre Gehmlich und Björn Menzel dem Kameramann Albert Ammer und der Filmassistentin Jutta-Regina Lau einen Podcast.

## Ausstellungen und Filme (Auswahl)
- 1985: Fotoausstellung „München“ (Abschlussfotos der Teilnehmer am Kurs der VHS) – Initiatorin[36]
- 2003: Mitwirkung als Zeitzeugin im Dokumentarfilm „Der 17. Juni in Halle - ein Tag der Zivilcourage“, Zeit-Geschichte(n) – Verein für erlebte Geschichte e. V., Halle (Saale)[26]
- 2013: „Die DDR zwischen Repression und Widerspruch“ (Landtag des Freistaates Sachsen und Abgeordnetenhaus des Landes Berlin) – Mitarbeit für Aufnahmen Albert Ammer[27]
- 2020: „Die DDR zwischen Repression und Widerspruch“ in der Galerie am Malzhaus, Dresden – Mitarbeit für Aufnahmen Albert Ammer vom 17. Juni 1953[37]
- 2022: „Die DDR zwischen Repression und Widerspruch“, Städtische Museen Großenhain – Mitarbeit für Aufnahmen Albert Ammer vom 17. Juni 1953[38]
- 2023: Ab 17. Juni 2023, Sonderausstellung in der Gedenkstätte Roter Ochse, Halle (Saale); Präsentation der Aufnahmen vom 17. Juni 1953 von Albert Ammer und Jutta-Regina Lau.[39]
- 2023: „ARD-History“ - der 17. Juni 1953 in Halle (S.) und die Rolle der Filmassistentin Jutta-Regina Lau, Alexander K. Ammer berichtet, ARD-Dokumentation von Sabine Michel[29]